# António Lebo Lebo
António Lebo Lebo, znany również jako Lebo Lebo i Lebo-Lebo (ur. 29 maja 1977 w Malanje) – angolski piłkarz występujący na pozycji obrońcy.
W reprezentacji Angoli rozegrał 16 spotkań. Był uczestnikiem mistrzostw świata 2006, w Niemczech nie zagrał jednak w żadnym meczu.